# Baard en Kale in Hollywood
Baard en Kale in Hollywood is een stripverhaal uit de reeks Baard en Kale. Het verhaal werd gepubliceerd in Robbedoes vanaf nummer 1135 dat verscheen op 14 januari 1960 tot en met nummer 1160 dat verscheen op 7 juli 1960. Het album verschilde enigszins van de vorige albums van Rosy en Will en werd daarom niet in de reguliere reeks opgenomen. Pas in 2023 verscheen het album in het Nederlands in de tiende integrale van de reeks, een vertaling uit de tweede Franse integrale reeks. In 1983 en 2007 verscheen het wel in beperkte oplage in het Frans als album.

## Het verhaal
Op vakantie aan de Côte d'Azur krijgt Baard een passie voor de film, tot ergernis van Kale. Baard krijgt een uitnodiging om een film te gaan maken in Hollywood. De uitnodiging komt van Big Sicklet, een producer met grote oren en een scherpe geest. Zodra ze geland zijn, worden Baard en Kale voor een grote menigte ontvoerd door gangsters: in feite is het een publiciteitsstunt van Sicklet, die ook de bende van Bill Dozer, de belangrijkste (en gemaskerde) ontvoerder van Hollywood, zo voor wil zijn.
Bill Dozer is woedend en stuurt zijn mannen naar het hotel om hun mislukking goed te maken, waar Frank, de rechterhand van Sicklet, hen voor politieagenten aanziet, terwijl Kale, die graag naar Frankrijk wil terugkeren, Baard in zijn kleerkast heeft opgesloten. Iedereen rent door het hotel, de bandieten hebben het bijna voor elkaar maar moeten zich uiteindelijk terugtrekken.
Eindelijk begint het filmen: in het script heeft Meneer Stomp Baard en Kale gevolgd op hun maanexpeditie, hij gaat hen gevangen nemen en de Maan veroveren! Maar aan de ene kant heeft Bill Dozer de plaats ingenomen van de valse Stomp, en is hij echt van plan de sterren te ontvoeren met de medeplichtigheid van Sugarfly, een verbitterde toneelknecht; aan de andere kant verstoren verschillende filmongelukken ieders plannen (vooral wanneer een indianenstam uit de grond komt om te protesteren dat hun filmset is vernield door hun bovenburen).
Uiteindelijk weet Bill Dozer in de chaos Baard te pakken te krijgen, maar de auto die Sugarfly heeft gestolen zit vol met stuntgadgets, en hij weet niet hoe hij ermee om moet gaan. Een lange, chaotische race brengt hen uiteindelijk allemaal in een hachelijke positie waaruit de brandweer en de politie hen bevrijden.